# Gianluca Nijholt
Gianluca Nijholt (Utrecht, 14 februari 1990) is een voormalige Nederlands profvoetballer die bij voorkeur als middenvelder speelde. Nijholt is een zoon van oud-voetballer Luc Nijholt.

## Carrière
Nijholt maakte in mei 2009 een overstap van de A-jeugd van FC Utrecht naar de selectie van het eerste elftal. Dit nadat hij op 16 december 2007 zijn profdebuut maakte voor de club, in een met 3-1 gewonnen wedstrijd thuis tegen Heracles Almelo. De middenvelder kwam die dag in de 87e minuut in het veld voor Tom Caluwé. Giuseppe Rossini was eigenlijk de geplande vervanger van Caluwé, maar omdat hij zijn shirtje in de kleedkamer had laten liggen kon hij niet invallen. Nijholt gaf zijn debuut een vervolg op 9 augustus 2009, thuis tegen Willem II. In een thuiswedstrijd tegen NAC Breda op 29 november van dat jaar maakte hij uit een direct genomen vrije trap zijn eerste doelpunt in het betaald voetbal.
FC Utrecht verhuurde Nijholt in januari 2012 voor een half jaar aan Almere City, op dat moment actief in de Eerste divisie. Hij tekende op 5 september 2012 een driejarig contract bij Amkar Perm, waarvoor hij in een met 3-2 gewonnen wedstrijd tegen Volga Nizjni Novgorod zijn debuut maakte in de Premjer-Liga. Ondanks een doorlopend contract mocht Nijholt in de zomer van 2014 vertrekken bij Amkar Perm. Een stage bij SC Cambuur leidde tot een aanbieding, de club en hij kwamen er onderling niet uit. Daarna hield Nijholt zijn conditie op peil bij FC Utrecht. Na een proefperiode in januari 2015 tekende de middenvelder een contract voor anderhalf seizoen bij VVV-Venlo. Zodoende keerde hij terug in de Eerste divisie. Nijholt tekende in juni 2016 een contract tot medio 2019 bij NAC Breda, dat hem transfervrij overnam van VVV-Venlo. In zijn eerste seizoen bij NAC raakte hij halverwege geblesseerd aan zijn knie, waardoor hij een groot deel van het seizoen moest missen. Nadat zijn aflopende contract bij NAC in 2019 niet werd verlengd, koos Nijholt voor zijn maatschappelijk carrière. Op 5 september 2021 werd voor hem een afscheidswedstrijd in Maarssen georganiseerd tussen een vriendenteam en oud FC Utrecht.

## Clubstatistieken
| Seizoen | Club        | Competitie     | Competitie | Competitie | Beker | Beker | Internationaal | Internationaal | Playoffs | Playoffs | Totaal | Totaal |
| Seizoen | Club        | Competitie     | Wed.       | Dlp.       | Wed.  | Dlp.  | Wed.           | Dlp.           | Wed.     | Dlp.     | Wed.   | Dlp.   |
| ------- | ----------- | -------------- | ---------- | ---------- | ----- | ----- | -------------- | -------------- | -------- | -------- | ------ | ------ |
| 2007/08 | FC Utrecht  | Eredivisie     | 1          | 0          | 0     | 0     | 0              | 0              | 0        | 0        | 1      | 0      |
| 2008/09 | FC Utrecht  | Eredivisie     | 0          | 0          | 0     | 0     | —              | —              | 0        | 0        | 0      | 0      |
| 2009/10 | FC Utrecht  | Eredivisie     | 22         | 1          | 1     | 0     | —              | —              | 2        | 0        | 25     | 1      |
| 2010/11 | FC Utrecht  | Eredivisie     | 17         | 0          | 5     | 0     | 9              | 0              | —        | —        | 31     | 0      |
| 2011/12 | FC Utrecht  | Eredivisie     | 0          | 0          | 0     | 0     | —              | —              | —        | —        | 0      | 0      |
| 2011/12 | Almere City | Eerste divisie | 15         | 7          | 0     | 0     | —              | —              | —        | —        | 15     | 7      |
| 2012/13 | Amkar Perm  | Premjer-Liga   | 10         | 0          | 0     | 0     | —              | —              | —        | —        | 10     | 0      |
| 2013/14 | Amkar Perm  | Premjer-Liga   | 5          | 0          | 1     | 1     | —              | —              | —        | —        | 6      | 1      |
| 2014/15 | VVV-Venlo   | Eerste divisie | 17         | 2          | 0     | 0     | —              | —              | 4        | 0        | 21     | 2      |
| 2015/16 | VVV-Venlo   | Eerste divisie | 34         | 6          | 1     | 0     | —              | —              | 2        | 1        | 37     | 7      |
| 2016/17 | NAC Breda   | Eerste divisie | 10         | 1          | 1     | 0     | —              | —              | 3        | 0        | 14     | 1      |
| 2017/18 | NAC Breda   | Eredivisie     | 15         | 0          | 0     | 0     | —              | —              | —        | —        | 15     | 0      |
| 2018/19 | NAC Breda   | Eredivisie     | 22         | 2          | 0     | 0     | —              | —              | —        | —        | 22     | 2      |
| Totaal  | Totaal      | Totaal         | 168        | 19         | 9     | 1     | 9              | 0              | 11       | 1        | 197    | 21     |